# Мери Барнард
Мери Етел Барнард (Ванкувер, Вашингтон, 12. јун 1909 — 25. август 2001) била је америчка песникиња, биографкиња и преводилац са грчког на енглески. Позната је по свом елегантном приказивању дела Сапфо, превода који никада није изашао из штампе.
Паидеума: Часопис посвећен стипендији Езре Паунда, број 94, био је искључиво посвећен њеном раду и њеној преписци са Паундом. Барнард је добила Левинсонову награду за поезију од часописа Poetry 1935. и Елистонову награду за њене Сабране песме, Награду за књигу западних држава 1986. (за Time и The White Tigress). Између осталих признања биле су: Награда гувернера државе Вашингтон за достигнућа у књижевној уметности и награда Меј Сартон за поезију од Клуба поезије Нове Енглеске 1987.

## Биографија
Барнард је рођена у Ванкуверу у Вашингтону у породици Семјуела Мелвина и Берте Хоард Барнард. Њен отац је радио у дрвној индустрији; док је одрастала, видела је велики део шума у близини док је пратила свог оца у кампове за дрвосече. Дипломирала је на Рид колеџу, јужно од реке Колумбије у Портланду, у Орегону, 1932. године. Барнард је неколико година радила као социјални радник за Управу за хитну помоћ, и док је била кустос Збирке поезије у Меморијалној библиотеци Локвуд (Јуниверсити ет Бафало у Њујорку) организовала је читања и сакупила текстове многих модерних песника.
Барнард је освојила неколико резиденција у уметничкој колонији Yaddo око 1936 — 1938. Неке од њених првих песама објављене су у периоду 1936-1940, у антологији Five Young American Poets, у издању New Directions Publishing-а чији је оснивач Џејмс Лафлин. Радила је од 1945. до 1950. као асистенткиња за истраживање Карла ван Дорена, биографа Бенџамина Френклина и општег историчара Америке; признато је да је урадила већину истраживања о биографији Џејн Меком, Френклинове најмлађе сестре. Ван Дорен и Барнард су имали заједничко интересовање за песникињу Елинор Вајли. Барнард је  радила и као слободни писац. Барнард је такође била чланица Америчког удружења универзитетских жена.
Барнардову је путем ваздушне поште из Италије подучавао Езра Паунд након што му је послала шест песама, а упознао ју је са Вилијамом Карлосом Вилијамсом и Меријен Мур. Ово је довело до дуготрајне преписке са првим, поред свеобухватних инструкција о уметности поезије од Паунда. Паунд је подстакао Мери Барнард да користи преводе како би усавршила своје поетске способности. Паунд је такође охрабрио Барнард да посети Европу, упозна Хилду Дулитл, што се није десило упркос Паундовом притиску, и да генерално буде сведок континенталне европске сцене. Године 1958, инспирисана антологијом Салватореа Квазимода Greci Lirici, Барнард је објавила Sappho: A New Translation, уз подстицај Паунда, коме је послала прве нацрте дела.
Вратила се у Ванкувер након петнаест година на источној обали и наставила да пише, углавном оригиналну поезију и прозу, све до своје смрти.

## Радови
- A Few Poems (1952)
- Sappho: A New Translation (University of California Press, 1958)
- Mythmakers (Ohio University Press, 1966)
- Collected Poems (Breitenbush Books, 1979, introduction by William_Stafford_(poet))
- Three Fables (Breitenbush Books, 1983)
- Assault on Mt. Helicon: A Literary Memoir (University of California Press, 1984)
- Time and the White Tigress (Breitenbush Books, 1986, linocuts by Anita Bigelow)
- Nantucket Genesis: The Tale of My Tribe (1988, memoir in verse)

## Цитирани радови
- Barnard, Mary (1984). Assault on Mount Helicon: A Literary Memoir.
- Barnsley, Sarah (2013). Mary Barnard, American Imagist. State University of New York Press. ISBN 9781438448572.